# جاي كليفورد باكستر
جاي كليفورد باكستر (بالإنجليزية: J. Clifford Baxter)‏ هو ضابط أمريكي، ولد في 27 سبتمبر 1958 في أميتيفيل في الولايات المتحدة، وتوفي في 25 يناير 2002 في شوجر لاند في الولايات المتحدة.